# Castillo-palacio de Alacuás

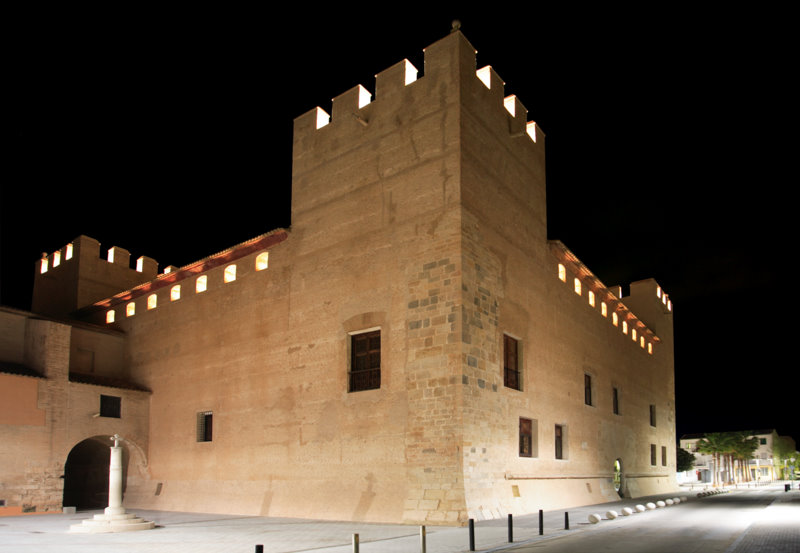
Exterior

El castillo-palacio de Alacuás, castillo de las Cuatro Torres o palacio de los Aguilar es una de las mansiones nobiliarias impulsadas en la época de decadencia feudal del siglo XVI. Está situado en Alacuás (Valencia) España.
Es un palacio-castillo de características residenciales, con artesonados en las estancias, azulejería y disposiciones ornamentales e importantes elementos arquitectónicos que anuncian el Renacimiento. Carece, sin embargo, de signos exteriores, como era habitual en aquella época en que primaban la fortaleza y capacidad de defensa.
Está declarado como Monumento Historico y Artístico el 21 de abril de 1918, y Bien de Interés Cultural el 1 de diciembre de 1999.

## Historia
Una vez realizada la conquista del Reino de Valencia por el monarca Jaime I el año 1238, este procedió con suma liberalidad a recompensar a los caballeros que le habían acompañado y prestado ayuda. Uno de ellos fue Bernat de Castelló, procedente de Cataluña, al cual, en premio a sus servicios, le concedió el Rey para él y los suyos el lugar de Alacuás, próximo a Valencia, con todos sus derechos.
Desde el año 1373 la familia Vilaragut retuvo el señorío de Alacuás, durante casi cien años y que, según los restos encontrados por los arqueólogos, residió en una primera edificación construida en el siglo XIV. Diversos propietarios tuvieron la posesión del señorío a lo largo de los siguientes años, hasta que en las primeras décadas del siglo XVI, Jaime García de Aguilar, cabeza de una familia de juristas que ocuparon cargos relevantes durante la época del rei Juan II de Aragón, tomó posesión en la plaza de Alacuás el año 1501.
Sucesivamente, durante el siglo XVI, gracias al incremento en las rentas de la familia, se construye el Castillo-Palacio de los Aguilar, quedando diseñada la visión general del Castillo que nos ha llegado de la estructura tanto exterior como interior. A la muerte de Jaime García, el señorío pasa en herencia a sus hijos varones quedando en manos de Lluís Pardo de la Casta, nieto de Jaime, al quedar com único heredero.
Durante los primeros años del siglo XVII, los Pardo de la Casta, veían como su situación socioeconómica iba en descenso, y encontraron como salida el servicio a la monarquía mediante la carrera militar en los territorios con presencia española, como el del Ducado de Milán. Félix Pardo de la Casta, heredero de las propiedades de Alacuás, pronto se integró en la ciudad de Cremona y, poco después de llegar, se casó con Margherita de Lodi, hija de una de las familias ricas de la región. D. Félix fue gobernador y castellano de Cremona durante trece años y, gracias a su matrimonio y a su cargo, ocupó un lugar relevante en la ciudad, convirtiéndose en un importante mecenas artístico que, finalmente, consolida a Cremona la rama italiana de la familia Pardo de la Casta-Manfredi.
A diferencia de sus familiares que lo habían precedido, Félix Pardo de la Casta residió hasta el final de su vida en Cremona y nunca volvió a Alacuás. Murió en 1688 y su hija, Margarita Pardo de la Casta, se casó con el marqués Gian Battista Manfredi, transmitiendo a sus herederos los derechos sobre el señorío de Alacuás que, de este modo, quedará unido a la familia italiana gestionándose mediante administradores con plenos poderes, hasta la desaparición de los señoríos jurisdiccionales en el siglo XIX. Su último propietario noble fue el Marqués de la Casta y de Manfredi, barón de Bolbaite, quien lo vendió en el siglo XIX. Esta enajenación fue hecha a favor de particulares sin categoría señorial. A partir de aquí, el castillo y todas sus tierras estuvieron sujetas a una serie de transformaciones y aprovechamientos que fueron en detrimento del buen estado y conservación de este edificio.
A principios del siglo XX la propiedad del Castillo pasó por diversos titulares. Entre ellos, destaca la figura de Julio Giménez Llorca, quien vendió el castillo a Vicente Gil Roca, empresario que quería derribarlo.
Llegó la noticia del derribo del castillo al "Centro de Cultura Valenciana", entidad que hizo un llamamiento en 1918 a todos los artistas, arquitectos y eruditos valencianos, animándolos a reproducir y recopilar directamente de este edificio, dibujos, fotografías, planos, datos y noticias, a fin de juntar un material y sacarlo a la luz por medio de su publicación, todo esto para evitar el derribo del castillo. El llamamiento tuvo una importante respuesta con toda clase de materiales gráficos y datos históricos, por lo cual se pudo realizar en 1921 la publicación de un pequeño libro titulado "El Palau Senyorial d'Alaquàs", de José Manuel Cortina Pérez y Vicente Ferrán Salvador en que se recoge el primer estudio sobre el edificio. Gracias a las diferentes protestas y gestiones, como la de Mariano Benlliure que, a través de la Real Academia de Bellas Artes de San Fernando de Madrid, se consiguió que el 26 de abril Alfonso XIII firmara una Real Orden según la cual el edificio era declarado Monumento Histórico Artístico Nacional y se paralizaba su derribo.
A pesar de la paralización, el año 1928, la torre norte-oeste fue derruida, ya que amenazaba caer sobre algunas casas de los alrededores.
Durante los primeros años del siglo XX el palacio fue propiedad de Vicente Gil Roca. Quien al fallecer lo deja en herencia a su familia en diferentes particiones, que progresivamente fue adquiriendo la familia Lassala. En 1922 fue alquilado por la Sra. Isabel González de Lassala, hasta el año 1940 en que fue adquirido por la misma familia Lassala.
El primer ayuntamiento democrático en abril de 1979, presidido por Albert Taberner, inició un largo proceso que tenía como objetivo la recuperación del castillo como espacio público, y se exigió a la familia Lassala un horario mínimo de apertura al público y se planteó ya la primera hipótesis de compra por parte del Ayuntamiento.

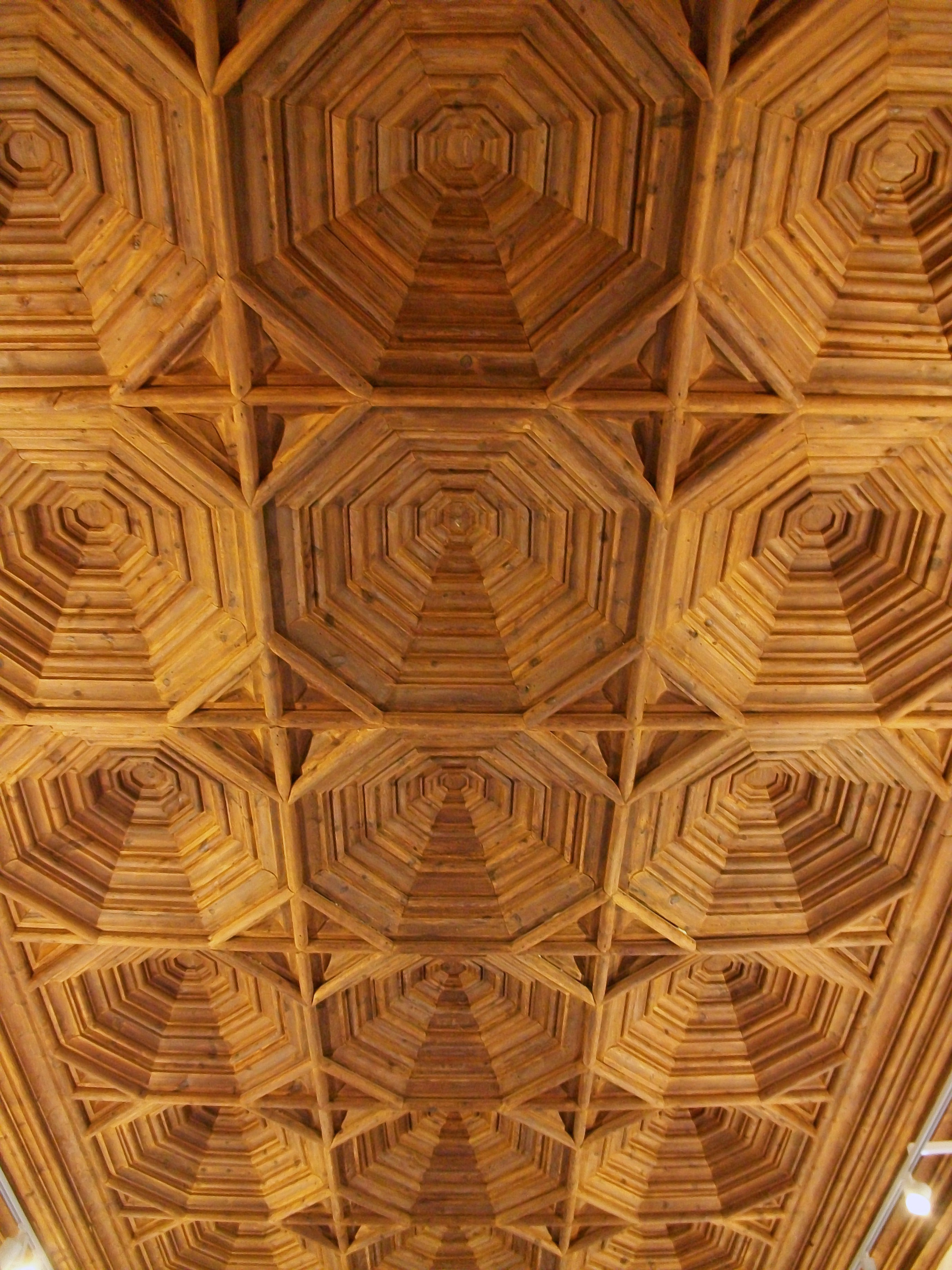
Artesonado en la Sala La Nueva del Castillo de Alacuás

En 1999, el Ayuntamiento de Alacuás inicia las gestiones necesarias para definir el uso público del Castillo con independencia de la titularidad. En el pleno de la corporación del 13 de junio de 2002 se produce la aprobación de la expropiación del castillo y la solicitud a la Generalidad Valenciana de la aprobación para poder ocupar urgentemente el edificio. El Consejo de la Generalidad da su aprobación el 19 de noviembre. Finalmente 3 de enero de 2003, con el apoyo y la aprobación de todas las administraciones públicas, el ayuntamiento consigue la ocupación del monumento y después de siglos de propiedad privada, el monumento pasaba a manos públicas.
El 28 de febrero de 2003 se abrieron al público por primera vez las puertas del castillo a todos los ciudadanos y ciudadanas, llevándose a cabo diferentes actividades culturales como conciertos o exposiciones, entre otras actividades. La muestra que inauguró la serie de exposiciones fue "Picasso en el Castillo", complementada con una programación teatral y musical, como la audición del Stradivarius el Cremonese de 1715 cedido excepcionalmente por Cremona, ciudad hermanada con Alacuás.
El ayuntamiento de la localidad ha seguido un Plan Director del Monumento y el Proyecto de Rehabilitación y restauración para el castillo, así como de sus artesonados y elementos cerámicos. Así durante la ejecución este plan se han encontrado importantes hallazgos como cerámica ornamental desconocida en la localidad y de gran valor. La rehabilitación, terminada el 19 de marzo de 2007, implicó la reconstrucción de la cuarta torre que perdió a principios del siglo XX. En la actualidad el castillo es un centro cultural, con varios servicios como el Centro de Formación Permanente de Adultos Enric Valor, la sede valenciana de la Fundación Ernest Lluch y una biblioteca.
El año 2018 se recuperaron azulejos góticos del castillo de Alacuás que iban a ser vendidos por internet.

## Descripción técnica

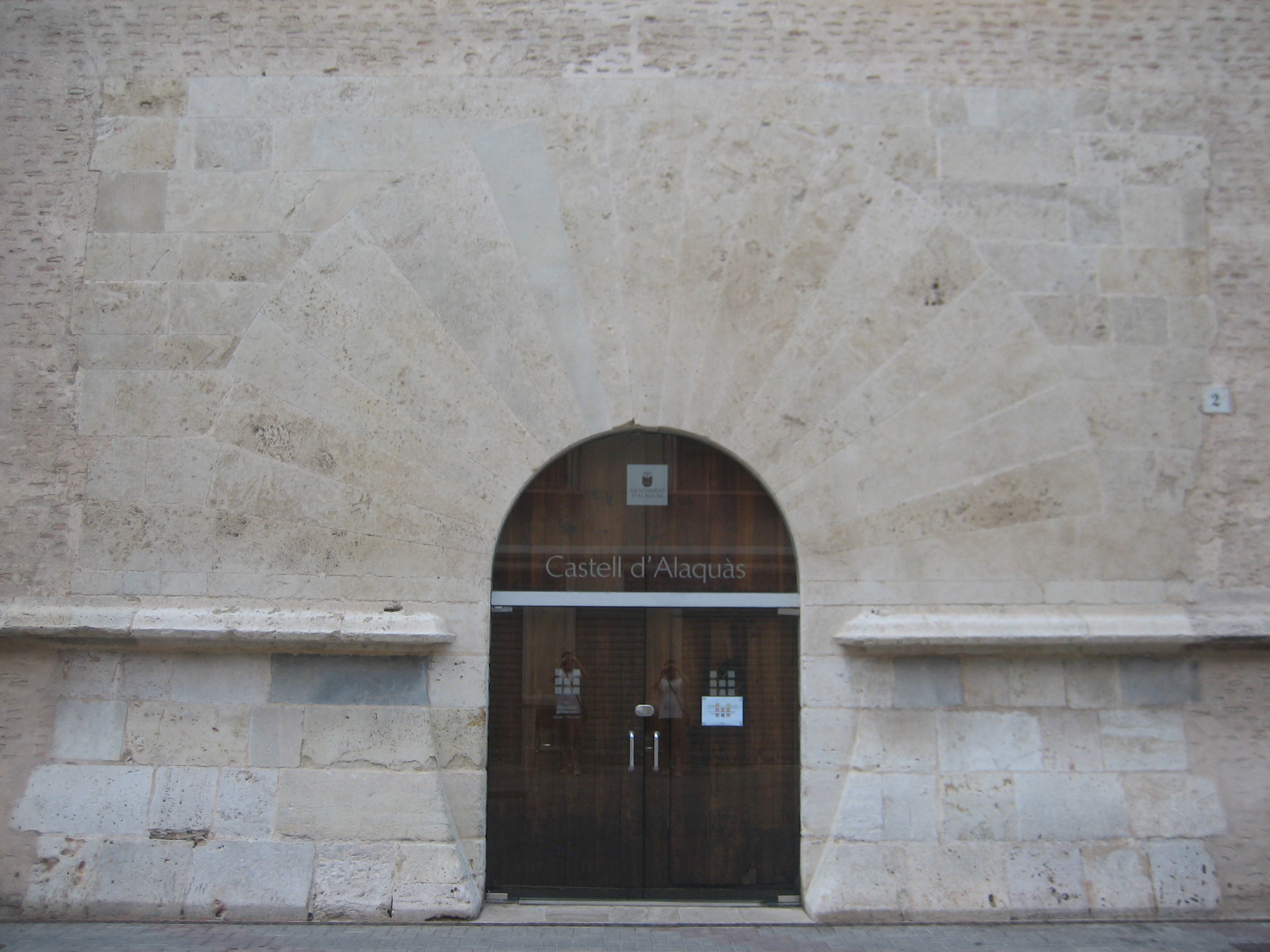
Puerta del castillo

Se asienta sobre un solar cuadrado de 38,90 metros de lado, por lo tanto su superficie es de
1513 m². Dispone de pórtico en forma de claustro y gran patio central, verdadero pulmón del edificio. La puerta principal, el zócalo y las cuatro esquinas del castillo se han construido con bloques de sillería, de muy variable condición a la del resto del edificio, lo cual hace sospechar que en la construcción se aprovecharon restos de anteriores edificios que habrían estado situados sobre el mismo solar en el que fue levantado el actual castillo.
Cuatro son las plantas de las que consta el edificio:

### El piso bajo

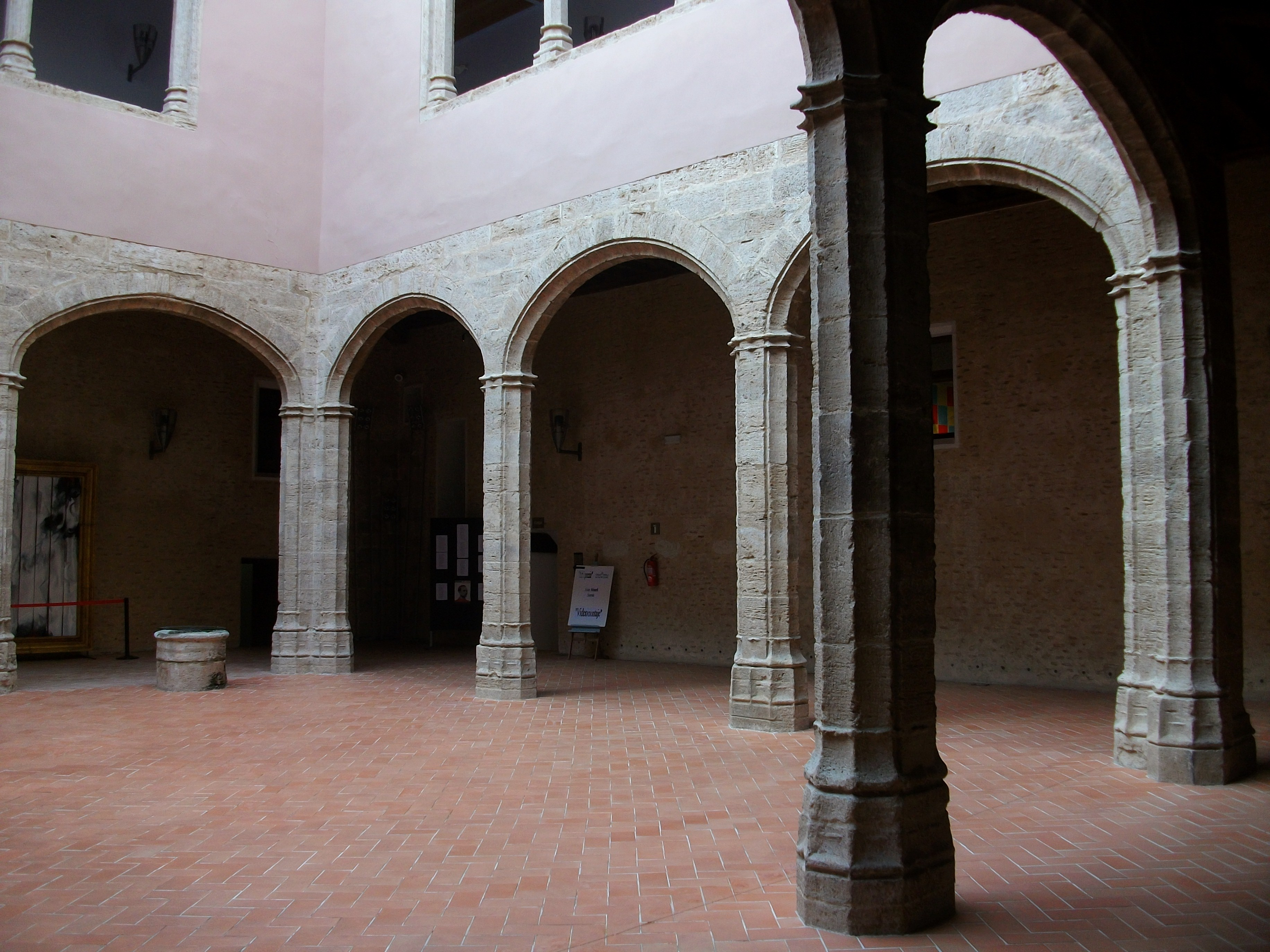
Patio del Castillo de Alaquàs

Está en gran parte por debajo del nivel de las calles periféricas, constituyendo un semisótano donde tenían emplazamiento las caballerizas, almazaras, alfarjes y bodegas. Entre los elementos más importantes de esta planta figuran la sencilla escalera que da acceso al entresuelo, toda ella construida con bloques de sillería, y también el artesonado del vestíbulo y el pórtico.

### Entresuelo
Se aprecia la importancia de las dependencias de esta planta por la riqueza, delicada talla de algunas de las puertas de comunicación interior, por los artesonados que forman el techo y por la característica disposición de sus ventanales.

### Principal

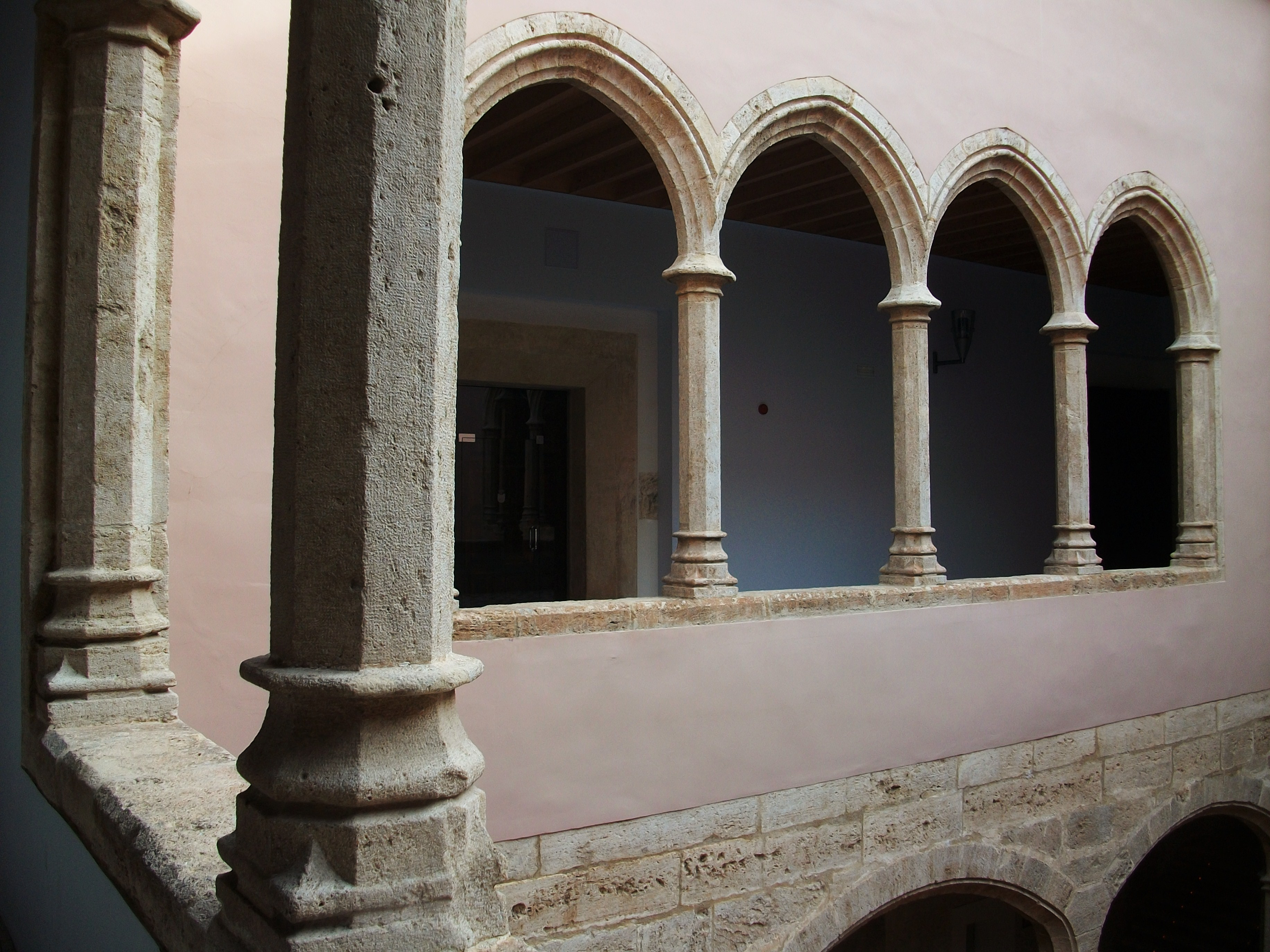
Arcos de la galería superior del patio del Castillo de Alaquàs

A esta planta corresponden las dependencias más nobles e importantes del castillo, a las que únicamente se accede por la inacabada escalera principal. Son de gran delicadeza los arcos ojivales y columnatas que la integran en la galería del patio.
Encontramos en esta planta el acceso a la enrejada tribuna que sobre la iglesia de la Asunción tiene abierta el castillo en el grueso de su muro, testimonio del patronato que ejercían los señores de Alacuás sobre la citada iglesia. En la fachada oeste se encuentra la gran dependencia, que bien pudo ser el comedor principal y la cocina, con su enorme chimenea.

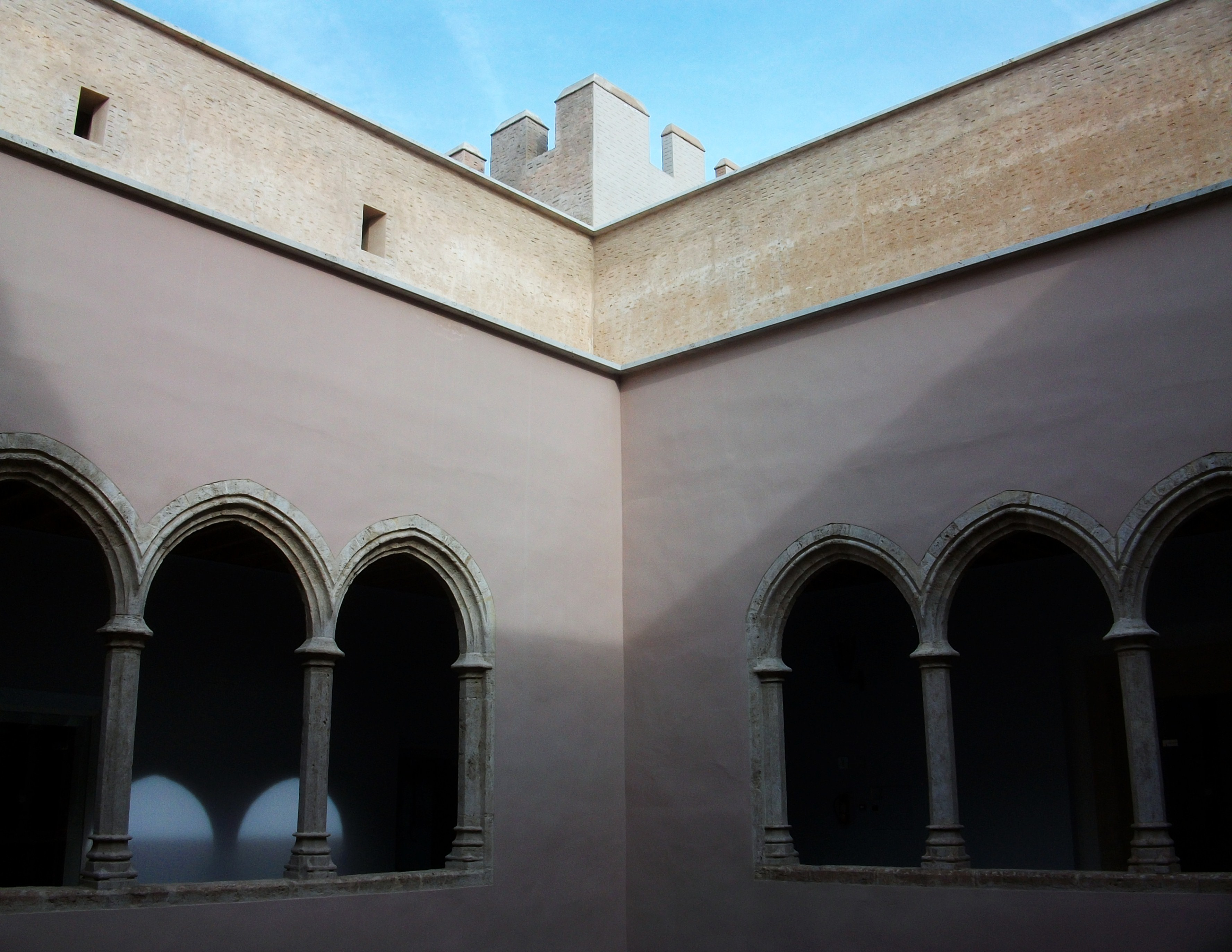
Galería del castillo

Finalmente, en la fachada este se encuentra el acceso al salón principal, el de mayor amplitud; la altura de su techo alcanza los 7,33 metros, está cubierto por un rico e impresionante artesonado. También podemos contemplar ricos artesonados en las diferentes dependencias de esta planta del castillo.

### Cuarta planta
Destinada a graneros y dependencias para los sirvientes, se encuentra en la actualidad totalmente desmantelada. Sobre esta cuarta planta se elevan los cuatro torreones almenados (uno de ellos reconstruido en la actualidad), que flanqueando la imponente mole del castillo alcanzan la altura aproximada de 25 metros.
Si escasos son los restos de cerrajería que se han podido encontrar, aún más escasos son los de ferretería, no obstante cabe destacar las veletas, iguales en su traza y coronadas por una cruz, que a través del tiempo siguen en pie sobre las almenas de sus torres.
Hacer mención especial de los importantes restos de azulejería ojival, mudéjar y renacentista en sus suelos, que aún podemos admirar, los cuales testimonian la existencia de alguna construcción anterior al castillo y el largo periodo que se invirtió en la edificación de éste.
Junto con el Castillo de Albalat dels Sorells es el edificio señorial más importante de la comarca la Huerta de Valencia o del área metropolitana de Valencia.

## Ruta de la Seda
Esta industria artesanal también formó parte faltar de las diversas actividades que nuestros antepasados llevaban a cabo en Alaquàs. Los años de ocupación musulmana de este territorio no podían resultar ajenos a la producción de un bien tan significativo de su cultura. Ni la rendición de Balansiya a Jaime I ni la posterior expulsión de los moriscos interrumpieron la producción de seda en Alacuás. Los todopoderosos velluters, gremio clave en la construcción de la Lonja de la Seda de la ciudad de Valencia, que dieron riqueza y esplendor al Reino valenciano, también se surtieron de materia prima de esta Villa. Hay muchos ejemplos a lo largo de los años que acreditan la existencia de las moreras en los campos, la cría de orugas parar hacer la seda, y su venta a los velluters valencianos. Vasallos y señores tuvieron importantes ingresos de este cultivo y su transformación, y así mismo el Castillo Palacio fue un centro productor.

## Rehabilitación Integral (2005-2007)[8]

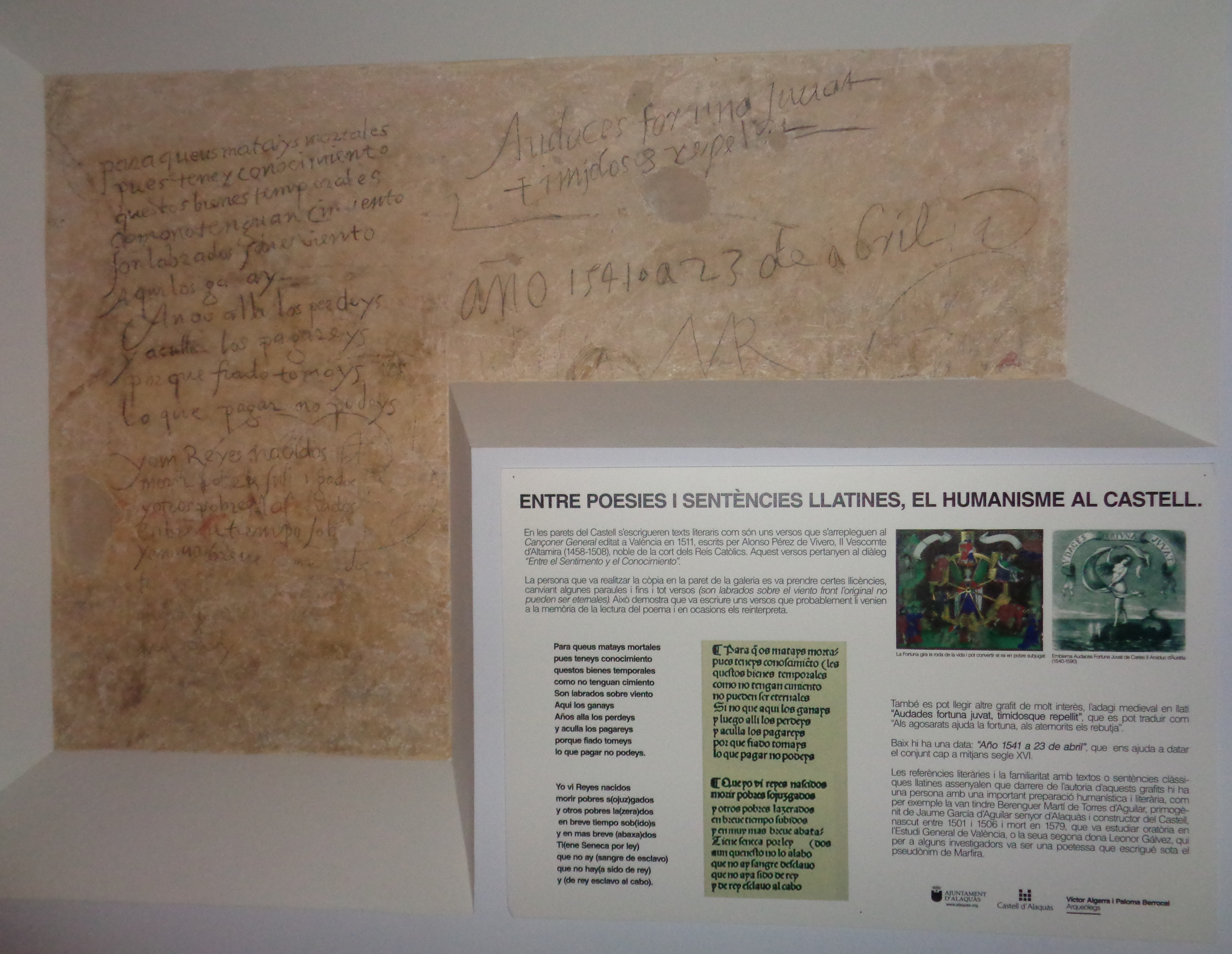
Grafitis en galería

El año 2005 se inició el proyecto de rehabilitación con el objetivo de consolidar las estructuras del monumento.
Los artesonados han recuperado su aspecto original eliminando todas las capas de pintura plástica añadidas a lo largo del tiempo y para reforzarlos se colocó un forjado nuevo en la planta superior con vigas de hierro que realizan la función de refuerzo. Las zonas más deterioradas de los artesonados re restituyeron tal y como serían en el s. XVI y se aplicaron tratamientos específicos para la restauración y protección.
Se sacaron a la luz los grafitis de los siglos XVII y XVIII catalogados detalladamente con reproducciones de barcos hechos, entre otros, posiblemente por pintores que habrían formado parte de las tripulaciones de los barcos.
En el patio se restablecieron todos los vanos de la configuración original, eliminando del conjunto los enmarcados neogóticos añadidos a las ventanas del patio por los anteriores propietarios para no generar un falso histórico.

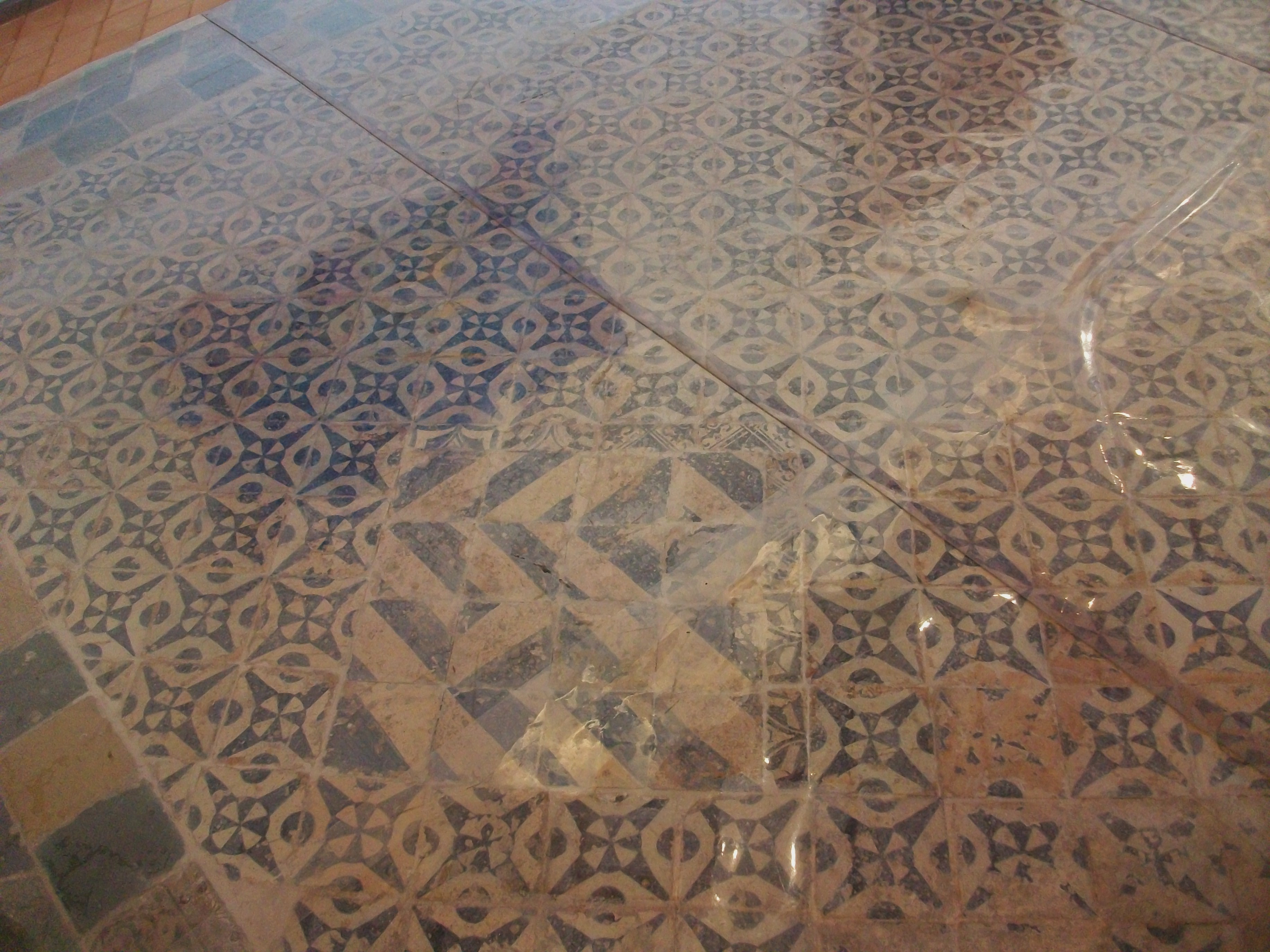
Pavimento cerámico de una de las salas del Castillo de Alacuás

El pavimento cerámico todavía conservado se restauró y consolidó para garantizar su conservación. El Director del Museo Nacional de Cerámica y Artes Suntuarias González Martí, Jaume Coll, catalogó un total de 275 tipologías; las más importantes las encontramos “in situ” en las diferentes salas. La mayor parte del pavimento que se hallaba en la galería, que desapareció desgraciadamente durante los años previos a tomar el Ayuntamiento la propiedad del edificio, fue reemplazado por un nuevo pavimento que respeta los colores de los azulejos del castillo del siglo XVI, típicamente renacentistas, de las diferentes salas de la planta noble.
La recuperación de la terraza superior propició un nuevo espacio, que con las cuatro salas forman el conjunto destinado a las nuevas instalaciones del Centro Público de Formación de Personas Adultas “Enric Valor” de Alaquàs. Una recuperación de gran importancia fue la de la escalera principal a su sitio primitivo, adosada en el patio, como marcan los cánones renacentistas, eliminando la escalera impropia que a mediados del siglo XX se había construido en la entrada principal del edificio y que restaba funcionalidad a las dependencias adyacentes, rompiendo el paso directo desde el patio.
La reforma fue concebida para hacer del Castillo un espacio de uso cultural y formativo abriendo todas aquellas zonas que no estaban en buen estado para hacer del edificio un espacio para la ciudadanía.
Se recuperaron nuevos espacios como salas de exposiciones.
La planta noble, ahora 'Sala La Nueva', es la más importante de todas las salas expositivas para albergar las colecciones de arte más destacadas que lleguen al Castillo.
La 'Sala La Torre,' ubicada en el entresuelo, está equipada para acoger exposiciones de diferentes contenidos.
La sala del semisótano, ahora Sala Vilaragut, está equipada y destinada para exposiciones, quedando configurada en tres niveles, el último de ellos es el aljibe, espacio visitable que servía antiguamente como depósito de agua.
La 'Sala de la Xemeneia' es una amplía sala convertida en un espacio polivalente, preparada para acoger conferencias, proyecciones audiovisuales y actos públicos.
La 'Sala 28 de Febrero', que conmemora el día en que se abrió al público el Castillo, es ahora un nuevo espacio para exposiciones y actos culturales diversos.
La 'Sala Cremona', denominada así con motivo del hermanamiento entre Alacuás y Cremona, es una para la celebración de cualquier tipo de actos por la estructura diáfana que tiene.
La rehabilitación se produjo con aportaciones económicas del Gobierno central con 2,4 millones de euros, del 1% cultural de los ministerios de Fomento y Cultura, del ministerio de Administraciones Públicas, 2,2 millones de fondos Feder i 450.000 euros de la Generalidad Valenciana.

## Nuevas funciones

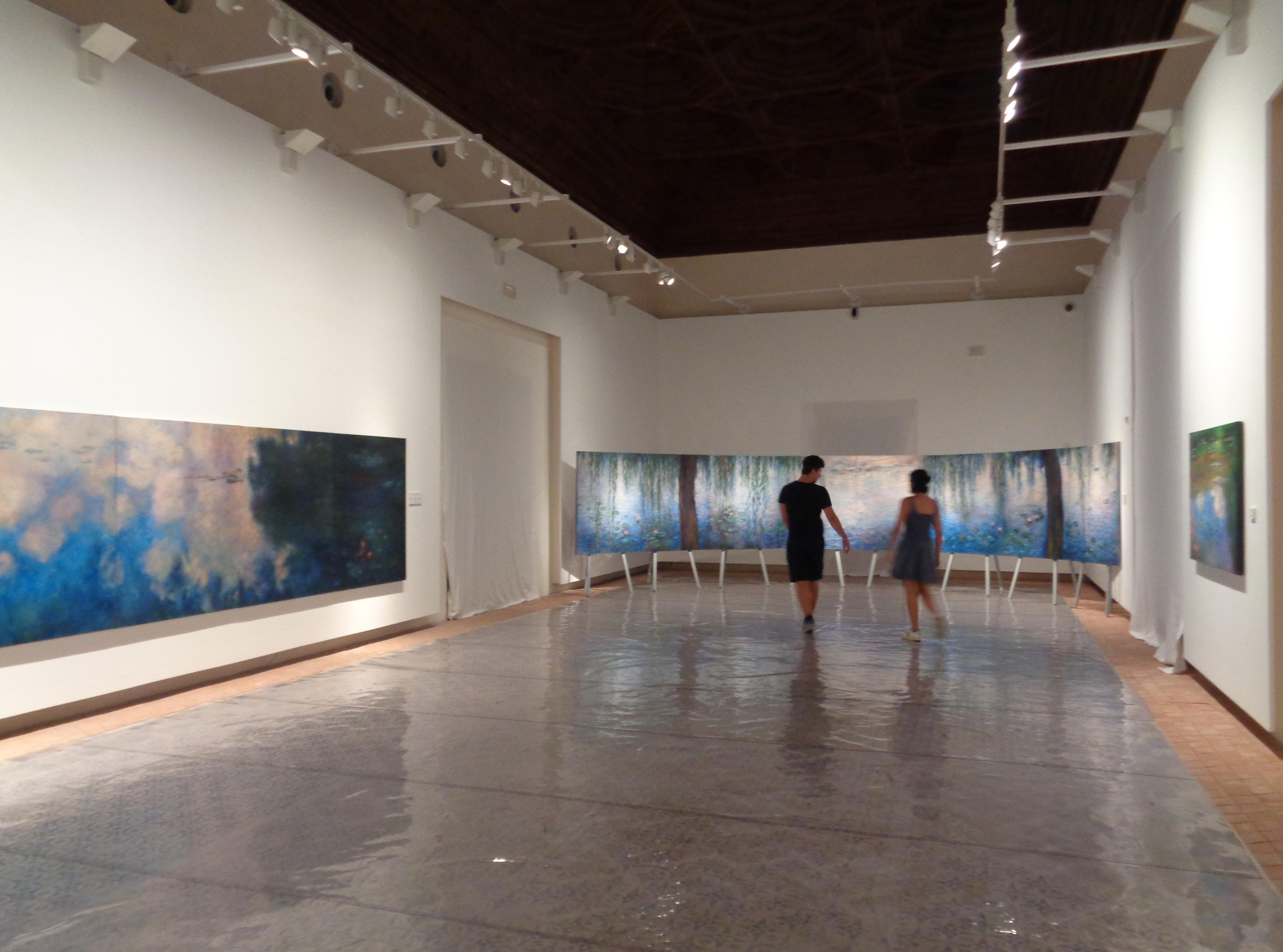
Sala La Nova

A la finalización de la reforma del Palacio-Castillo el 19 de marzo de 2007, muchos espacios vieron modificadas las primitivas y desactualizadas funciones, como la biblioteca, donde estaban las antiguas caballerizas, dotada con todo un conjunto de fuentes bibliográficas de la historia local de Alacuás, del Renacimiento valenciano y del Castillo de Alacuás y, además, de los diferentes estudios del Plan Director, llevados a cabo antes de la restauración. Está orientada sobre todo a la investigación, pero también a la difusión del patrimonio bibliográfico y artístico como centro dinamizador del fondo local con una tarea claramente didáctica, para los centros educativos, colectivos y asociaciones culturales locales.
En el entresuelo, la denominada Sala La Torre, se ha habilitado para un espacio de exposiciones y ha permitido también la creación de un espacio para ubicar la sede valenciana de la Fundación Ernest Lluch y las actividades más importantes.